# Melittia pijiae
Melittia pijiae is een vlinder uit de familie wespvlinders (Sesiidae), onderfamilie Sesiinae.
Melittia pijiae is voor het eerst wetenschappelijk beschreven door Arita & Kallies in 2000. De soort komt voor in het Oriëntaals gebied.